# Никола Козомара
Никола Козомара (Лозница, 16. децембар 1991) је професионални бициклиста и репрезентативац Србије. Члан је професионалног бициклистичког клуба Партизан.

## Спортска биографија
Већ као млад са 16 година освојио је треће место на првенству Србије у Суботици. Године 2007, освојио је прво место у кадетској конкуренцији на бициклистичкој трци Tour de Krusevac, а 2008. треће место на државном првенству у јуниорској конкуренцији. Следеће, 2009. године, као јуниорски репрезентативац београдског Партизана, био је једини који је прошао „Пакао Севера“ и једини од петорице репрезентативаца који је успео да заврши јуниорску трку „Париз - Рубе“ која је бодована за Светски куп нација.
Као јуниор на Светском купу у Истри, трци која се бодовала за куп нација, заузима 4 место у првој етапи, иза великих имена светског бицикизма као што су Арнауд Демаре ( Француска ), Тим Велнес ( Белгија ). После тако великог успеха Николи Козомари су предвиђали блиставу каријеру.

## 2010
Како прелази у сениоре очекивања и нису била тако велика, те после одустајања на трци Трофеј Пореч, Никола се враћа за Србију и вредно тренира за предстојећу трку у Мађарској, на којој наступа за Партизан, и поред репрезентације Србије, Репрезентације Мађарске, бројних профи екипа, заузима прво место, дошавши соло на циљ са предности преко минут у односу на другог такмичара, стим и показује да је не заслужено отписан пре времена. Месец дана касније, као прва виолина Партизана и клупских такмичара Ивана Стевића, Есада Хасановића, Жолт Дера, заузима 4 место на Критеријуму на Трци у Бања Луци. Малер тера Николу и на следећој етапи и опет му постоље измиче за мало, другу етапу завршава на солидном 4 месту (Бања лука- Брчко). Како је тек закорачио у сенироске воде, у 3 етапи завршава на солидном 18 месту.
Својим успесима опет обезбеђује место у репрезентацији те га селектор сврстава у првих 6 репрезентативаца који су изборили одлазак на трке у Русију. Које се возе по главном граду Русије-Москви. у трајању од 26 априла до 10 маја. Ту показује велику пожртвованост за екипу и помаже екипи да такмичари у репрезентацији који имају вишегодишње искуство остваре што боље резултате, те побеђују екипно и индивидуално у више трка и етапа. Ношени врхунским успехом, наступају на много трка у 2010 години и на свакој трци праве врхунски резултат, пред крај сезоне одлазе на трку у кину. Познату трку Хорс категорије (трка ранг испод трке око француске илити Тур де франс)
Заузима 2 место на 6 етапи трке Кинг хаи лаке.После тог резултата отварају се 2 понуде екипа Марк Поло и екипа Лоборика му нуде уговоре али он се одлучује да и следећу сезону вози у Партизану.

## 2011
Почетак 2011 опет није био бајан за Козомару али ношен резултатима прошле године обезбеђује место са репрезентацијом на тркама у хрватској и припремама у трајању од 1 (једног) месеца, на 3 етапи пада и доживљава тешку повреду, после које паузира око 25 дана. Изгледи за добар резултат на његовој омиљеној трци Београд - Бања Лука за коју се спремао и вредно тренирао, падају у воду. Већ бива заборављен и склоњен по страни. Одлазак на трку са његовом екипом партизаном и не превеликим очекивањима претвара у бајку, диже се као феникс из пепела и на првој етапи-критеријуму заузима 3 место и узима своје прво постоље на тој трци. оставивши иза себе имена попут Луке Мезгеца, Јана Тратника... После тога наступа на тркама у Италији, Словенији, Латвији, Турској и крај сезоне завршава на трци у Мексику

## Резултати
- Прво место у јуниорској конкуренцији Tour de Krusevac 2008.
- Државни првак на друму и вицешампион Балкана за 2009. годину на Балканијади у Турској.
- Прво место на 35. Великој награди Ниша 2009.
- Завршио јуниорска трку „Париз - Рубе“ 2009.
- Прво место у трци за Лигу Србије „Долином векова“ 2009.
- Прво место у трци „Отварање сезоне“ у Мађарској 2010.
- Друго место у шестој етапи трке „Око језера Ћингхуи“ у Кини, која је у дужини од 152,4 km вожена од Острва птица до Ксихајжена. (у високој 2.HC категорији)
- Треће место у критеријуму и пето место у трци Бања Лука - Београд.
- Трка око црног мора 2015 3 треће место по поенима за зелену мајицу,3 треће место у генералном пласману, 3 треће место у првој етапи од Бургаса до Добрича
- Трка око Бугарске 7 место у првој етапи од Нове Загоре до Пловдива.
- Првак државе Републике Србије за 2012 год.
- Првак државе Републике Србије за 2016 год.
- 4 место на трци око Србије у Пожаревцу
- 4 место на трци око Србије од вршца до Београда. (циљ испред скупштине)
- Трка око Анкаре 6 место за мајицу за најбољег на Брдским Циљевима
- Трка у Турској Чанакале 5 место на првој етапи и 3 место на другој етапи, Први Олимпијски бодови за Републику Србију (квалификације за олимпијске игре у Рију (Бразил)
- 2 Друго место на традиционалној Трци око Бугарске.
- Друго место на Првенсту државе у вожњи на хронометру.